# Dysphania bellonaria
Dysphania bellonaria là một loài bướm đêm trong họ Geometridae.